# Trí Bình
Trí Bình là một xã thuộc huyện Châu Thành, tỉnh Tây Ninh, Việt Nam.

## Địa lý
Xã Trí Bình nằm ở trung tâm huyện Châu Thành, có vị trí địa lý:
- Phía đông giáp thị trấn Châu Thành
- Phía tây giáp xã Hòa Hội và sông Vàm Cỏ Đông
- Phía bắc giáp xã Hảo Đước và xã Thái Bình
- Phía nam giáp xã Ninh Điền và xã Thành Long.

Xã Trí Bình có diện tích 21,23 km², dân số năm 2019 là 7.668 người, mật độ dân số đạt 361 người/km².

## Hành chính
Xã Trí Bình được chia thành 4 ấp: Xóm Ruộng, Xóm Mới I, Tầm Long, Xóm Mới II .